# 藤井21
藤井21（ふじい にじゅういち、1987年9月8日（37歳） - ）は、日本のお笑い芸人（ピン芸人）である。サンミュージックプロダクション所属。本名、藤井翔太（ふじい しょうた）。

## 来歴
埼玉県東松山市出身。実家は酒販店。埼玉平成高等学校、東京国際大学卒業。学生時代から現在に至るまで飲食店でのアルバイトを続けており、食品衛生責任者の資格を持つ。2016年4月からクックパッドに毎日レシピを上げ続け、クックパッド芸人・料理芸人としてテレビ番組などに出演する。
かつてはオフィス北野に所属していたが、2018年5月に退社し、サンミュージックプロダクションに移籍。

## エピソード
- 芸名は園子温が命名した。

## 出演番組
- ウチのガヤがすみません!（日本テレビ）